# Субботин, Степан Петрович
Степа́н Петро́вич Суббо́тин (7 ноября 1927, Покровск, Пензенская губерния — 16 мая 2012, Ковылкино, Мордовия) — советский хозяйственный деятель, председатель колхоза.

## Биография
Родился в 1927 году в русской крестьянской семье, в селе Покровск (ныне — в Ковылкинском районе Мордовии).
В 1944—1950 годы служил на флоте, старшина 2 статьи. В 1950—1953 — председатель Покровского сельсовета. В последующие годы возглавлял в Ковылкинском районе колхоз «50 лет Сталину» (с 1953), отделение совхоза «Самаевский», колхоз им. Жданова (с 1959), колхоз «Россия» (1980—1988). В 1957 году окончил 3-годичную Мордовскую сельскохозяйственную школу, в 1970 — Мордовский университет.
Избирался депутатом (от Мордовской АССР) Совета Национальностей Верховного Совета СССР 7-го созыва (1966—1970), делегатом 8-го съезда потребительской кооперации РСФСР (1984), членом Всероссийского совета колхозников (1975—1980).
Умер 16 мая 2012 года; похоронен на Людском кладбище № 1 в Ковылкино.

## Награды
- орден Ленина[1][2]
- медаль «За оборону Советского Заполярья»[2]
- медаль «За победу над Германией в Великой Отечественной войне 1941—1945 гг.»[2]
- Заслуженный работник сельского хозяйства Мордовской АССР (1978)[1]
- орден Отечественной войны II степени (23.12.1985)[5]